# Wilbur Ware
Wilbur Bernard Ware (Chicago, 8 september 1923 - Philadelphia, 9 september 1979) was een Amerikaanse jazzcontrabassist.

## Carrière
Ware begon met banjo en drums, onderwezen door zijn pleegvader. Spoedig wisselde hij naar de contrabas. Er volgden optredens in amateurbands en plaatselijke bands. Zijn eerste professionele verbintenissen had hij bij Big Bill Broonzy en eind jaren 1940 bij Sidney Bechet, Stuff Smith, Roy Eldridge en Sonny Stitt. Ware speelde in Chicago samen met Eddie 'Cleanhead' Vinson in 1954–1955, daarna met Art Blakey in 1956. Vanaf 1956 woonde hij in New York en werkte hij met Buddy DeFranco, Sonny Rollins en Thelonious Monk in 1957 en met J.R. Monterose in 1959 en met eigen bands. Verder werkte hij mee aan opnamen van Johnny Griffin, Hank Mobley, Lee Morgan, Zoot Sims, Sonny Clark, Kenny Dorham en Elvin Jones.
In 1957 verscheen de lp The Chicago Sound onder zijn eigen naam. Drugsproblemen en de daarmee samenhangende ziekten verstoorden vaak zijn muzikale carrière tijdens de jaren 1960 en 1970. Hij speelde tijdens deze periode met Blue Mitchell, Thelonious Monk, Hank Mobley, Archie Shepp en Clifford Jordan. Ten slotte woonde Ware in Philadelphia, waar nog eigen platen ontstonden met Walt Dickerson. 
Ware beïnvloedde met zijn basstijl muzikanten als Charlie Haden, die hem kenmerkte als de meest onderschatte, fantastische muzikant aller tijden. Zijn voorbeelden waren Jimmy Blanton en Israel Crosby.

## Overlijden
Wilbur Ware overleed op 9 september 1979 op 56-jarige leeftijd.

## Discografie

### Met Thelonious Monk
- 1957: Thelonious Monk with John Coltrane (Riverside Records/OJC)
- 1957: Monk's Music (Riverside/OJC)
- 1957: Mulligan Meets Monk (Riverside/OJC)

### Met Sonny Rollins
- 1957: A Night at the Village Vanguard (Blue Note Records)

### Verdere opnamen als sideman
- 1956: Zoot Sims: Zoot! (Riverside/OJC)
- 1956: Ernie Henry: Presenting Ernie Henry (Riverside/OJC)
- 1957: Kenny Dorham: 2 Horns, 2 Rhythms (Riverside/OJC)
- 1957: Kenny Drew: Pal Joey (Riverside/OJC)
- 1957: Matthew Gee: Jazz by Gee (Riverside/OJC)
- 1957: Toots Thielemans: Man Bites Harmonica (Riverside/OJC)
- 1958: Johnny Griffin: Way Out und Johnny Griffin Sextet (beide Riverside/OJC)
- 1958: Blue Mitchell: Big 6 und Blues on My Mind (beide Riverside/OJC)
- 1961: Grant Green: Standards (Blue Note)
- 1992: Clifford Jordan: Mosaic (Milestone)

- Bibsys: 1014756
- Bibliothèque nationale de France: cb139330741 (data)
- Gemeinsame Normdatei: 134826795
- International Standard Name Identifier: 0000 0001 1821 7097
- Library of Congress Control Number: no91011299
- MusicBrainz: d8718343-cdc1-49bb-b8cb-d241e5d16b79
- Nationale Bibliotheek van Tsjechië: xx0274824
- Nationale bibliotheek van Australië: 35776665
- Nederlandse Thesaurus van Auteursnamen: 10178953X
- Réseau des bibliothèques de Suisse occidentale: 02-A003958354
- Istituto Centrale per il Catalogo Unico: MODV298783
- Système universitaire de documentation: 133966623
- Virtual International Authority File: 269634945
- WorldCat: E39PBJbxBDWMJgKtDkMBRTtYfq